# Charles-Rodolphe de Wurtemberg-Neuenstadt
Charles-Rodolphe de Wurtemberg-Neuenstadt (29 mai 1667 à Neuenstadt am Kocher - 17 novembre 1742 à Neuenstadt am Kocher) est le troisième et dernier duc de Wurtemberg-Neuenstadt. Commandant militaire au service de l'armée danoise, il est Generalfeldmarschall du Saint Empire romain germanique.

## Biographie
Charles-Rodolphe est le benjamin de Frédéric de Wurtemberg-Neuenstadt, qui a fondé la branche des Wurtemberg-Neuenstadt en 1649, et de sa femme Claire-Augusta de Brunswick-Wolfenbüttel. Le jeune duc étudie à Tübingen et Strasbourg. Son Grand Tour l'amène à Genève, le Sud de la France, la cour de Louis XIV, Londres et le Nord de l'Allemagne.
En 1687, il lève un régiment pour soutenir la cause de la république de Venise engagée dans une guerre contre l'Empire ottoman en Grèce. Il dirige une compagnie de 150 hommes et combat pendant deux ans à Morea et Negroponte, jusqu'au siège de Negroponte de 1688 pendant lequel il reçoit une balle dans la poitrine. La balle reste logée dans ses poumons jusqu'à sa mort.
Lorsqu'il retourne au Wurtemberg en 1690, la guerre de la Ligue d'Augsbourg fait rage. Il entre au service de l'armée danoise et se rend en Irlande pour soutenir le roi protestant Guillaume III d'Orange-Nassau contre le roi catholique Jacques II. Son frère aîné Ferdinand-Guillaume dirige les troupes danoises. Les deux combattent lors de la victorieuse bataille de la Boyne.
Il combat à la bataille de Ramillies en 1706.
En 1737, son cousin Charles-Alexandre de Wurtemberg meurt d'un œdème au poumon laissant trois fils mineurs. Le nouveau duc Charles II de Wurtemberg étant âgé de 9 ans. La régence est confiée à deux co-régents la duchesse-douairière Marie-Auguste de Tours-et-Taxis et Charles-Rodolphe, le dernier représentant mâle (et majeur) de la Maison de Wurtemberg. Le co-régent fait condamner le plus proche conseiller du défunt duc Joseph Süss Oppenheimer ce qui sera à l'origine d'une abondante littérature.
Charles-Rodolphe meurt le 17 novembre 1742 à Neuenstadt am Kocher.